# Ruská Nová Ves
Ruská Nová Ves este o comună slovacă, aflată în districtul Prešov din regiunea Prešov. Localitatea se află la altitudinea de 418 m deasupra n.m., se întinde pe o suprafață de 12,57 km2 și în 2017 număra 1.221 de locuitori.

## Istoric
Localitatea Ruská Nová Ves este atestată documentar din 1423.

## Demografie
| An:                | 1994 | 2004    | 2014    | 2024    |
| ------------------ | ---- | ------- | ------- | ------- |
| Număr de persoane: | 851  | 993     | 1175    | 1398    |
| Diferență:         |      | +16,68% | +18,32% | +18,97% |

| An:                | 2023 | 2024   |
| ------------------ | ---- | ------ |
| Număr de persoane: | 1390 | 1398   |
| Diferență:         |      | +0,57% |